# Liste der DDR-Meister im Endurosport

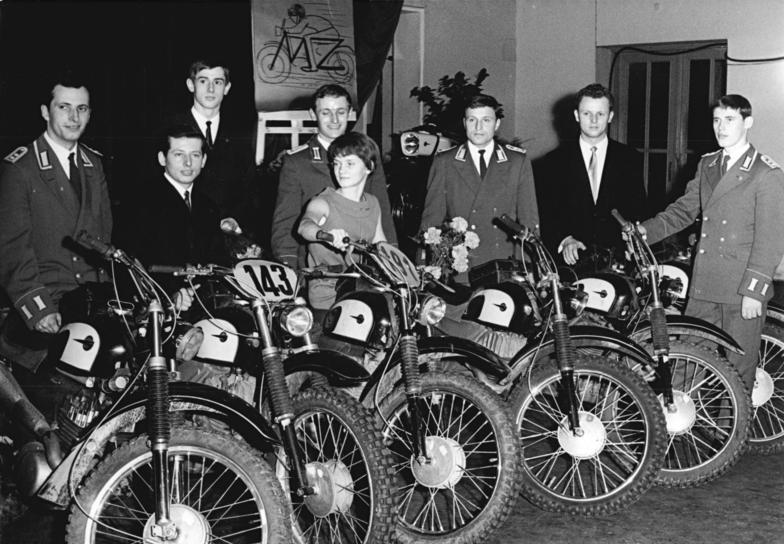
DDR-Meister vereint bei der Auszeichnung zum Sportler des Jahres 1967: Hans Weber, Werner Salevsky (von links), Peter Uhlig (4. v. links) sowie Klaus Halser, Karlheinz Wagner und Klaus Teuchert (von rechts).

In der Deutschen Demokratischen Republik wurden ab 1952 die Besten im Endurosport ermittelt. 1952 war es eine Bestenermittlung im sogenannten Leistungsprüfungssport. Ab 1953 wurde der Beste als DDR-Meister bezeichnet. Die Bezeichnung der Sportart wandelte sich ab Beginn der 1980er Jahre von Geländesport zu Endurosport.
Die Fahrer wurden von den Sportvereinen, den Armeesportvereinen, der GST sowie von den zwei Zweiradwerken Simson Suhl und MZ gestellt.
Um die Leistungsunterschiede zwischen Vereinssportlern und Werksfahrern zu egalisieren, wurden in den Jahren 1960 bis 1967 keine Werksfahrer für die DDR-Meisterschaft gewertet. Da auch danach noch Unterschiede in Technik, sportlicher Fitness und Training anhielten wurden ab 1977 zwei spezielle Klassen („Spezialtechnik“) für die Werksfahrer ausgeschrieben.
| Jahr   | Klassen                                 | Klassen                                       | Klassen                                           | Klassen                                    | Klassen                                         | Klassen                                     | Klassen                        |
| Jahr   | bis 50 cm³                              | bis 75 cm³                                    | bis 125 cm³                                       | bis 175 cm³                                | bis 250 cm³                                     | bis 350 cm³                                 | bis 500 cm³                    |
| ------ | --------------------------------------- | --------------------------------------------- | ------------------------------------------------- | ------------------------------------------ | ----------------------------------------------- | ------------------------------------------- | ------------------------------ |
| 1952 1 |                                         |                                               | Helmut Eisner Dresden-Niedersedlitz               |                                            | Hans Timsris Empor Erfurt                       | Heinz Patzelt GST Spremberg                 | Erwin Wertschütz Motor Görlitz |
| 1953 2 |                                         |                                               | Eduard Bendel Greiz                               |                                            | Rolf Neubert BSG Lok Dresden Mitte AWO 425      | Kurt Kämpf IFA Karl-Marx-Stadt IFA BK 350   |                                |
| 1954   |                                         |                                               | Rudolf Meixner IFA Karl-Marx-Stadt IFA RT 125     |                                            | Woldemar Lange BSG Lok Dresden Mitte DKW NZ 250 | Walter Fähler Dresden IFA BK 350            |                                |
| 1955   |                                         |                                               | Helfried Kirsten Dresden-Niedersedlitz IFA RT 125 | Kurt Schulz Berlin JAWA                    | Gottfried Pohlan Sportabteilung Simson Suhl AWO | Walter Fähler Dresden IFA BK 350            |                                |
| 1956   |                                         |                                               | Hans Fischer MZ-Sportabteilung Zschopau           | Wolfgang Wieder Berlin JAWA                | Walter Winkler MZ-Sportabteilung Zschopau       | Hellmuth Hermann MZ-Sportabteilung Zschopau |                                |
| 1957   |                                         |                                               | Siegfried Uhlig Zschopau                          | Berthold Trappe Potsdam JAWA               | Hans Fischer MZ-Sportabteilung Zschopau         | Günther Clarinc Sportabteilung Simson Suhl  |                                |
| 1958   |                                         |                                               | Manfred Lehmann Dynamo Dresden                    | Karl-Heinz Schmieder ASK Vorwärts Berlin   | Lothar Bock Sportabteilung Simson Suhl          | Fred Willamowski ASK Vorwärts Berlin        |                                |
| 1959   |                                         |                                               | Günter Kempte MC Zschopau                         | Werner Salevsky MZ-Sportabteilung Zschopau | Horst Liebe MZ-Sportabteilung Zschopau          | Erich Kypke ASK Vorwärts Potsdam            |                                |
| 1960 3 |                                         |                                               | Klaus Halser MC Zschopau                          | Werner Heuer GST-Zentralmannschaft         | Walter Becker GST-Zentralmannschaft             | Hans-Joachim Wilke GST-Zentralmannschaft    |                                |
| 1961 3 |                                         |                                               | Klaus Halser MC Zschopau                          | Peter Uhlig ASK Vorwärts Berlin            | Horst Lohr Zschopau                             | Günter Baumann ASK Vorwärts Berlin          |                                |
| 1962 3 |                                         |                                               | Günter Kempte MC Zschopau                         | Peter Uhlig ASK Vorwärts Berlin            | Erich Reichenbach GST-Zentralmannschaft         | Hans-Joachim Wilke GST-Zentralmannschaft    |                                |
| 1963 3 |                                         |                                               | Klaus Halser ASK Vorwärts Leipzig                 | Peter Uhlig ASK Vorwärts Leipzig           | Hans Weber ASK Vorwärts Leipzig                 | Günter Baumann ASK Vorwärts Leipzig         |                                |
| 1964 3 | Siegfried Rauhut MC Dynamo Erfurt       |                                               | Klaus Halser ASK Vorwärts Leipzig                 | Peter Uhlig ASK Vorwärts Leipzig           | Erich Reichenbach GST-Zentralmannschaft         | Günter Baumann ASK Vorwärts Leipzig         |                                |
| 1965 3 | Siegfried Rauhut MC Dynamo Erfurt       | Conrad Seemann GST-Kernmannschaft             | Klaus Halser ASK Vorwärts Leipzig                 | Peter Uhlig ASK Vorwärts Leipzig           | Hans Weber ASK Vorwärts Leipzig                 | Klaus Teuchert (ASK Vorwärts Leipzig)       |                                |
| 1966 3 | Werner Schäfer GST-Kernmannschaft       | Rolf Uhlig ASK Vorwärts Leipzig               | Gert Friedrich MC Zschopau                        | Peter Uhlig ASK Vorwärts Leipzig           | Hans Weber ASK Vorwärts Leipzig                 | Günter Baumann ASK Vorwärts Leipzig         |                                |
| 1967 3 | Werner Schäfer MC GST                   | Rolf Uhlig ASK Vorwärts Leipzig               | Rainer Matschek MC GST                            | Peter Uhlig ASK Vorwärts Leipzig           | Hans Weber ASK Vorwärts Leipzig                 | Klaus Teuchert ASK Vorwärts Leipzig         |                                |
| 1968   | Ewald Schneidewind MC Simson Suhl       | Lothar Schünemann MC Simson Suhl              | E. Sauer GST MC                                   | Peter Uhlig ASK Vorwärts Leipzig           | Werner Salevsky MC Motorradwerk Zschopau        | Klaus Teuchert ASK Vorwärts Leipzig         |                                |
| 1969   | Ewald Schneidewind MC Simson Suhl       | Manfred Stein GST MC                          | Dieter Salevsky Sportabteilung Simson Suhl        | Peter Uhlig ASK Vorwärts Leipzig           | Werner Salevsky MC Motorradwerk Zschopau        | Karlheinz Wagner MZ-Sportabteilung Zschopau |                                |
| 1970   | Rudolf Jenak Sportabteilung Simson Suhl | Rolf Uhlig ASK Vorwärts Leipzig               | M. Peters Vorwärts Kamenz                         | Peter Uhlig ASK Vorwärts Leipzig           | Frank Schubert MZ-Sportabteilung Zschopau       | Fred Willamowski ASK Vorwärts Leipzig       |                                |
| 1971   | Rudolf Jenak Sportabteilung Simson Suhl | Lothar Schünemann Sportabteilung Simson Suhl  | Dieter Salevsky Sportabteilung Simson Suhl        | Johannes Reger MC Zwickau                  | Werner Salevsky MZ-Sportabteilung Zschopau      | Fred Willamowski ASK Vorwärts Leipzig       |                                |
| 1972   | Thomas Fröbel MC Dynamo Suhl            | Ewald Schneidewind Sportabteilung Simson Suhl | Rudolf Jenak Sportabteilung Simson Suhl           | Günter Schulze Dynamo Berlin-Adlershof     | Werner Salevsky MZ-Sportabteilung Zschopau      | Fred Willamowski ASK Vorwärts Leipzig       |                                |
| 1973   | Frank Jung MC Dynamo Suhl               | Gerhard Haatz VEB Simson Suhl                 | Rudolf Jenak VEB Simson Suhl                      | Wolfgang Grimmer MC Dynamo Adlershof       | Reinhard Fischer MC Dynamo Erfurt               | ab 1973: über 250 cm³                       |                                |
| 1973   | Frank Jung MC Dynamo Suhl               | Gerhard Haatz VEB Simson Suhl                 | Rudolf Jenak VEB Simson Suhl                      | Wolfgang Grimmer MC Dynamo Adlershof       | Reinhard Fischer MC Dynamo Erfurt               | Uwe Köthe ASK Vorwärts Leipzig              |                                |
| 1974   | Lothar Schünemann MC Dynamo Suhl        | Ewald Schneidewind Sportabteilung Simson Suhl | Dieter Salevsky Sportabteilung Simson Suhl        | Klaus Wieland GST MZ                       | Frank Schubert MZ-Sportabteilung Zschopau       | Fred Willamowski ASK Vorwärts Leipzig       |                                |
| 1975   | Harald Neuhaus MC Dynamo Suhl           | Ewald Schneidewind MC Dynamo Suhl             | Gerhard Haatz MC Simson Suhl                      | Klaus Wieland GST MZ                       | Frank Schubert MZ-Sportabteilung Zschopau       | Manfred Jäger MC Motorradwerk Zschopau      |                                |
| 1976   | Lothar Schünemann MC Dynamo Suhl        | Ewald Schneidewind MC Simson Suhl             | Bernd Lämmel MC Simson Suhl                       | Günter Maurer MC MZ                        | Frank Schubert MZ-Sportabteilung Zschopau       | Manfred Jäger MC Motorradwerk Zschopau      |                                |

| Jahr | Klassen                          | Klassen                            | Klassen                                  | Klassen                                   | Klassen                               | Klassen                                 |
| Jahr | bis 50 cm³                       | bis 75 cm³                         | bis 175 cm³                              | über 175 cm³                              | Spezialtechnik                        | Spezialtechnik                          |
| Jahr | bis 50 cm³                       | bis 75 cm³                         | bis 175 cm³                              | über 175 cm³                              | bis 175 cm³                           | über 175 cm³                            |
| ---- | -------------------------------- | ---------------------------------- | ---------------------------------------- | ----------------------------------------- | ------------------------------------- | --------------------------------------- |
| 1977 | Fred Henkel MC Dynamo Suhl       | Günter Maurer MC Dynamo Erfurt Süd | Walter Hübler GST MZ                     | Uwe Klaumünzer MC Motorradwerk Zschopau   | Bernd Lämmel MC Simson Suhl           | Manfred Jäger MC Motorradwerk Zschopau  |
| 1978 | Lothar Schünemann MC Dynamo Suhl | Günter Maurer MC Dynamo Erfurt Süd | ab 1978:                                 | ab 1978:                                  | Bernd Lämmel MC Simson Suhl           | Harald Sturm MC Motorradwerk Zschopau   |
| 1978 | Lothar Schünemann MC Dynamo Suhl | Günter Maurer MC Dynamo Erfurt Süd | bis 250 cm³                              | bis 350 cm³                               | Bernd Lämmel MC Simson Suhl           | Harald Sturm MC Motorradwerk Zschopau   |
| 1978 | Lothar Schünemann MC Dynamo Suhl | Günter Maurer MC Dynamo Erfurt Süd | Klaus Wieland MC Wismut Karl-Marx-Stadt  | Uwe Klaumünzer MC Motorradwerk Zschopau   | Bernd Lämmel MC Simson Suhl           | Harald Sturm MC Motorradwerk Zschopau   |
| 1979 |                                  | Manfred Werner MC Simson Suhl      | Michael Schöne MC Wismut Karl-Marx-Stadt | Günter Maurer MC MZ                       | Bernd Lämmel MC Simson Suhl           | Frank Schubert MC Motorradwerk Zschopau |
| 1980 |                                  | Eberhard Müller MC Dynamo Suhl     | Volker Hartrampf MC Dynamo Erfurt Süd    | Gunter Gerlach GST MZ Zschopau            | Rolf Hübler MC Simson Suhl            | Harald Sturm MC Motorradwerk Zschopau   |
| 1981 |                                  | Eberhard Müller MC Dynamo Suhl     | keine Wertung                            | Gunter Gerlach GST MZ Zschopau            | ab 1981:                              | ab 1981:                                |
| 1981 | bis 125 cm³                      | Eberhard Müller MC Dynamo Suhl     | keine Wertung                            | Gunter Gerlach GST MZ Zschopau            | über 125 cm³                          |                                         |
| 1981 | Bernd Lämmel MC Simson Suhl      | Eberhard Müller MC Dynamo Suhl     | keine Wertung                            | Gunter Gerlach GST MZ Zschopau            | Harald Sturm MC Motorradwerk Zschopau |                                         |
| 1982 |                                  | Eberhard Müller MC Dynamo Suhl     | Volker Hartrampf MC Dynamo Erfurt Süd    | ab 1982: bis 500 cm³                      | keine Wertung                         | ab 1982: bis 500 cm³                    |
| 1982 | Gunter Gerlach GST MZ Zschopau   | Eberhard Müller MC Dynamo Suhl     | Volker Hartrampf MC Dynamo Erfurt Süd    | Jochen Schützler MC Motorradwerk Zschopau | keine Wertung                         |                                         |
| 1983 |                                  | Frank Schmeck MC Dynamo Potsdam    | Matthias Lehmberg MC Dynamo Erfurt Süd   | Volker Hartrampf GST MZ                   | Rolf Hübler MC Simson Suhl            | Frank Schubert MC Motorradwerk Zschopau |
| 1984 |                                  | Peter Kern MC Dynamo Suhl          | Thomas Großer MC Dynamo Erfurt Süd       | Volker Hartrampf GST MZ                   | Rolf Hübler MC Simson Suhl            | Uwe Weber MC Motorradwerk Zschopau      |
| 1985 |                                  | Frank Schmeck MC Dynamo Potsdam    | Thomas Großer MC Dynamo Erfurt Süd       | Volker Hartrampf GST MZ                   | Rolf Hübler MC Simson Suhl            | Harald Sturm MC Motorradwerk Zschopau   |
| 1986 |                                  | keine Wertung                      | Thomas Großer MC Dynamo Erfurt Süd       | Andreas Hengst MC Dynamo Erfurt           | Rolf Hübler MC Simson Suhl            | Uwe Weber MC Motorradwerk Zschopau      |
| 1987 |                                  | ab 1987: bis 150 cm³               | Mike Kallenbach GST EOS Gerstungen       | André Fischer MC Dynamo Erfurt            | Thomas Bieberbach MC Simson Suhl      | Jens Grüner MC Motorradwerk Zschopau    |
| 1987 | Andreas Krebs MC Carl Zeiss Jena |                                    | Mike Kallenbach GST EOS Gerstungen       | André Fischer MC Dynamo Erfurt            | Thomas Bieberbach MC Simson Suhl      | Jens Grüner MC Motorradwerk Zschopau    |
| 1988 |                                  | Andreas Krebs MC Carl Zeiss Jena   | Uwe Franz MC Dynamo Erfurt               | André Fischer MC Dynamo Erfurt            | Danilo Pörschke MC Simson Suhl        | Jens Grüner MC Motorradwerk Zschopau    |
| 1989 |                                  |                                    | René Coburger MC Dynamo Suhl             | André Fischer MC Dynamo Erfurt            | Mike Kallenbach MC Simson Suhl        | Jens Scheffler MC Motorradwerk Zschopau |
| 1990 |                                  |                                    |                                          | Uwe Franz MC Dynamo Erfurt                | Patrick Heß MC Simson Suhl            | Mike Sydow MC MZ                        |

## Seitenwagen-Meisterschaft
Neben der Meisterschaft mit Solomaschinen wurden auch Meisterschaften mit Seitenwagen-Gespannen ausgefahren. Da die Anzahl der beteiligten Fahrer stetig zurückging und auch die Anforderungen an die Veranstalter stiegen (Umfahrungsstrecken etc.) wurde nach 1959 kein Deutscher Meister mehr ermittelt.
- 1952: Klasse bis 500 cm³: Herbert Horn/Herbert Vonderlind; Klasse bis 750 cm³: Ernst Wipper/Hans Weyermüller
- 1953: Klasse bis 500 cm³: Hermann Scherzer/Erhard Carius; Klasse bis 750 cm³: Orthmann/Kinzel
- 1954: Klasse bis 350 cm³: Hermann Scherzer/Erhard Carius
- 1955: Klasse bis 250 cm³: Fritz Stöckel/Werner Henn; Klasse bis 350 cm³: Helmut Werner/Hermann Hofmann; Klasse bis 500 cm³: Günther Gerlach/Karl Herbst
- 1956: Klasse bis 250 cm³: Fritz Stöckel/Werner Henn; Klasse bis 350 cm³: Halser/Werner Nitzsche
- 1957: Klasse bis 350 cm³: Helmut Werner/Hermann Hofmann
- 1958: Klasse bis 350 cm³: Werner Schöbel/Manfred Niepelt
- 1959: Klasse bis 350 cm³: Siegfried Ullrich/Gotthard Eberl